# Triassicidaris
Triassicidaris is een geslacht van uitgestorven zee-egels uit de familie Cidaridae.

## Soorten
- Triassicidaris ampezzana Zardini, 1978 †
- Triassicidaris peruviensis Smith, 1994 †